# Goodge Street (metrostation)
Goodge Street is een station van de metro van Londen aan de Northern Line dat is geopend op 22 juni 1907.

## Geschiedenis

### Hampstead Tube
Het station werd, als onderdeel van het initiële deel van de Charing Cross, Euston and Hampstead Railway (CCE&HR), kortweg Hampstead Tube, geopend onder de naam Tottenham Court Road. Deze naam was al gebruikt door de Central London railway, de latere Central Line, voor haar station bij St. Giles's Circus terwijl de CEE&HR haar station bij St. Giles's Circus Oxford Street noemde. Toen besloten was om een overstap tussen beide lijnen te bouwen kregen de stations bij St. Giles's Circus op 9 maart 1908 beide de naam Tottenham Court Road en het station onder Tottenham Court Road werd genoemd naar een zijstraat, Goodge Street, ter hoogte van het station.
Zoals voor de Eerste Wereldoorlog gebruikelijk werden liften gebruikt om de reizigers tussen de stationshal en de perrons te vervoeren. Het is een van de weinige metrostations die niet is omgebouwd met roltrappen. De liften komen onderaan uit op een tussenverdieping boven perronniveau. Reizigers stappen aan een kant uit en aan de andere kant in de lift en via gescheiden tunnels voor in- en uitstappers en vaste trappen zijn de liften verbonden met de perrons op 33,5 meter onder Tottenham Court Road. Naast de vier liften is er een wenteltrap als nooduitgang. Het stationsgebouw aan de westkant van Tottenham Court Road, iets ten noorden van Goodge Street, is ontworpen door Leslie Green, de huisarchitect van de eigenaar van de CEE&HR. De hand van Leslie Green is duidelijk zichtbaar door de bloedrode geglazuurde gevel en de bogen met ramen op de eerste verdieping. Het stationsgebouw is door Green opgebouwd rond een staalskelet zodat later nog meer verdiepingen bovenop het station gebouwd konden worden wat hier dan ook is gebeurd. 

### London Transport
In 1933 werd het OV in Londen genationaliseerd in de London Passenger Transport Board (LPTB), kortweg London Transport, en kwamen de metrobedrijven in een hand. De CEE&HR werd Morden Edgware Line genoemd en in 1937 kregen de Morden Edgware Line en de C&SLR de gemeenschappelijke naam Northern Line als verwijzing naar het Northern Heights project. Een jaar later lag er een plan voor een grootprofiellijn die onder de bestaande tunnel van de Northern Line moest lopen tussen Golders Green en de zuidelijke woonwijken. LPTB kreeg geen fondsen voor de aanleg maar toen de  Tweede Wereldoorlog uitbrak werd toestemming gegeven voor de ruwbouw van de stations onder de voorwaarde dat deze tot het einde van de oorlog als schuilkelders gebruikt zouden worden. Goodge Street is een van de acht metrostations waar de schuilkelder daadwerkelijk is gebouwd. De voorgestelde grootprofiellijn kwam er niet en de schuilkelders worden verhuurd als opslagruimte of staan leeg.

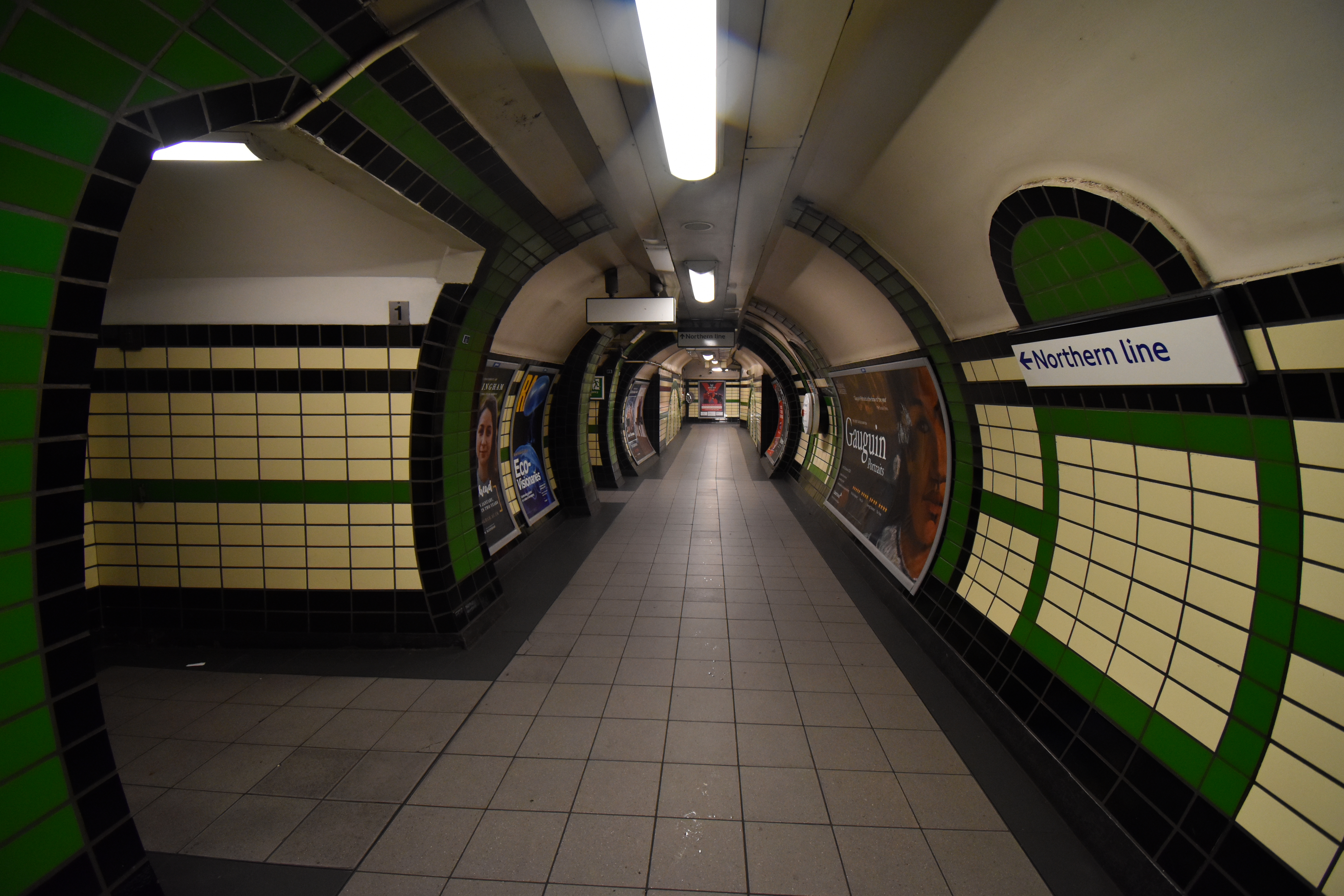
Tussen lift en perron
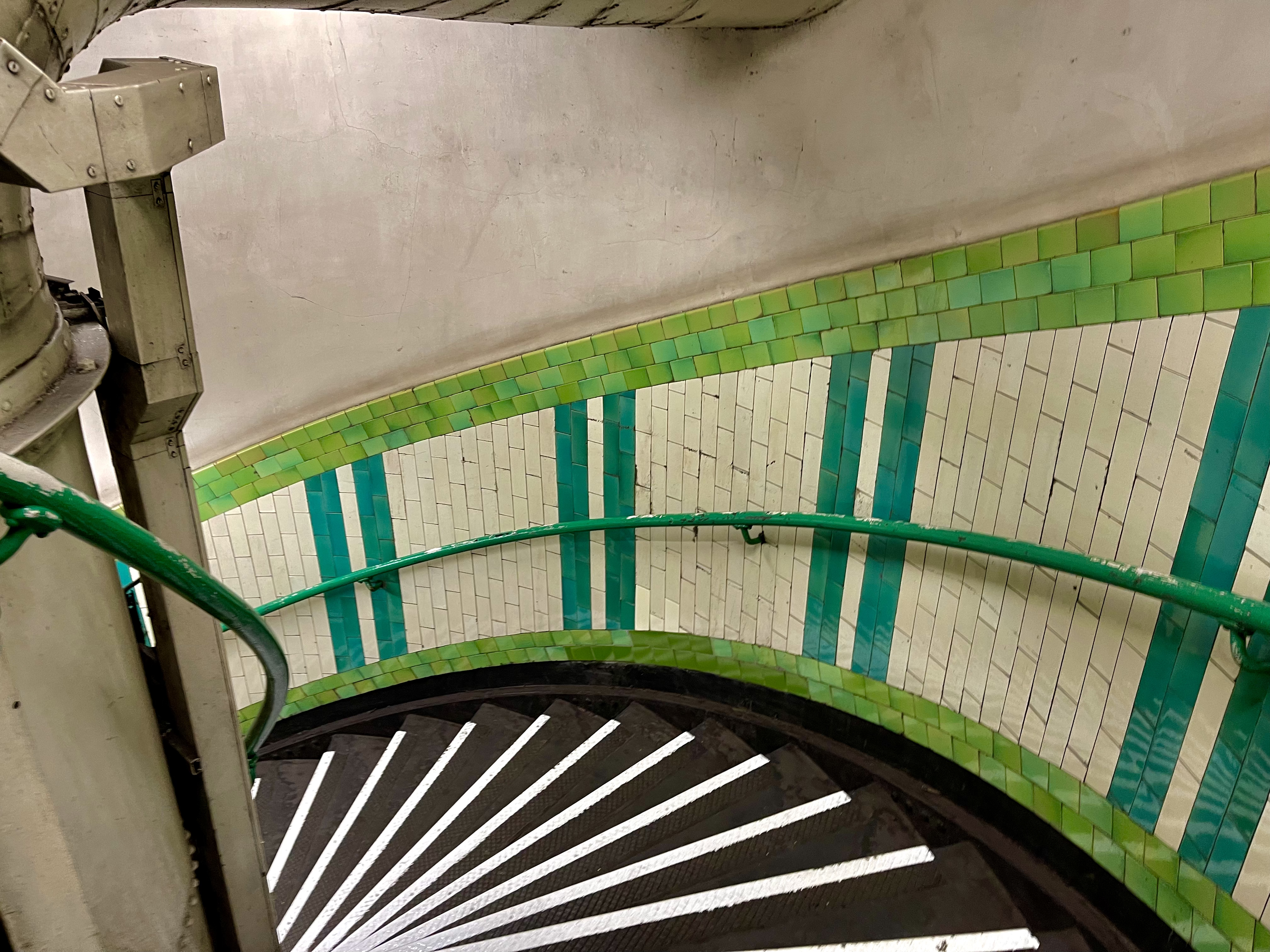
De wenteltrap met tegelwerk van Leslie Green
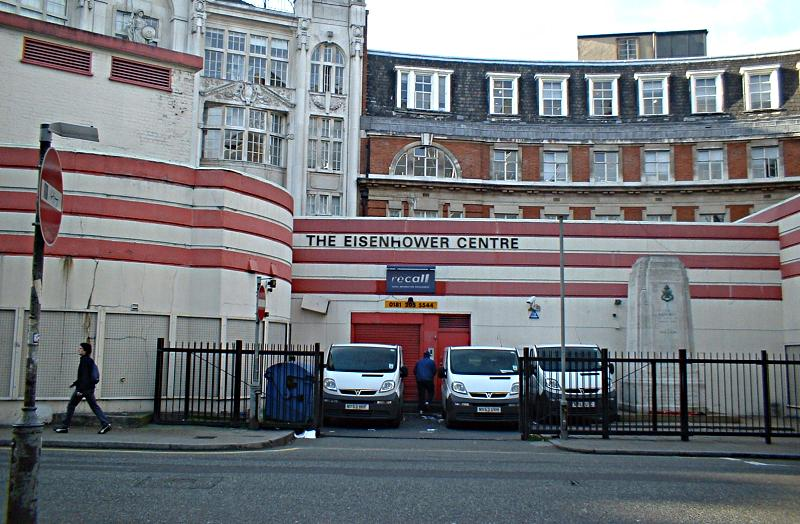
De zuidelijke toegang van de schuilkelder

## Schuilkelder
De schuilkelder van Goodge Street diende als hoofdkwartier van generaal Eisenhower. De noordelijke ingang ligt aan de westkant van Tottenham Court Road tegenover Torrington Place. De zuidelijke ingang ligt aan Chenies Street en is duidelijk herkenbaar door het opschrift The Eisenhower Centre. Tijdens de voorbereidingen voor D-Day werd het station alleen gebruikt als communicatiecentrum van het Amerikaanse Signal Corps. Het verzorgde samen met vergelijkbare installaties in het Supreme Headquarters Allied Expeditionary Force aan het Grosvenor Square en in de kelder van Selfridges aan Oxford Street, de verbindingen in Londen.
Na de oorlog werden de schuilkelders gebruikt als een hostel dat plaats bood aan maximaal 8.000 troepen. Goodge Street bleef in gebruik als transitcentrum voor het leger totdat het in de nacht van 21 mei 1956 door brand werd beschadigd. De minister van Openbare Werken verzekerde het Lagerhuis dat ze in vredestijd niet opnieuw zouden worden gebruikt voor het onderbrengen van mensen.

## Brand
Op 21 juni 1981 kwam een man om het leven en vielen 16 gewonden door een brand die werd veroorzaakt door het verbranden van afval. Hierop volgde een aanbeveling voor een rookverbod maar London Transport reageerde pas op 9 juli 1984 met een proefrookverbod van een jaar in. Bijna halverwege de proef vond een grote brand plaats in Oxford Circus, met als gevolg een volledig rookverbod op alle ondergrondse stations en ondergrondse metrostellen.

## Cultuur
- Het station verscheen in de speelfilm Gert en Daisy's Weekend uit 1942
- De voormalige schuilkelder diende als decor voor een groot deel van de Doctor Who- serie uit 1968, The Web of Fear. De dialoog in het verhaal vermeldt het vroegere gebruik van de schuilplaats in de Tweede Wereldoorlog, en de uitgang in Chenies Street.
- Het station is de setting van het nummer "Sunny Goodge Street", van het album Fairytale uit 1965 van singer-songwriter Donovan .
- De buitenkant van het station verscheen ook in de muziekvideo van 2005 voor "Believe" van The Chemical Brothers .

## Fotoarchief
- London Transport Museum Photographic Archive
  - Goodge Street station, 1925
- More photographs of Goodge Street station